# ケリー・ラッセル
ケリー・リン・ラッセル（Keri Lynn Russell, 1976年3月23日 - ）は、アメリカ合衆国の女優。

## 生い立ち
カリフォルニア州ファウンテン・バレー出身。フランス系アメリカ人の父親のデイヴィッド・ラッセルは日産自動車社員、ユダヤ系の母親のステファニー（旧姓スティーブンス）は主婦。兄（トッド）と妹（ジュリー）がいる。幼少期は父親の転勤が多く、テキサス州やアリゾナ州、コロラド州で過ごした。

## キャリア
1991年から1993年までディズニー・チャンネルの『ミッキー・マウス・クラブ』にブリトニー・スピアーズやクリスティーナ・アギレラと共に子役グループの一員として出演。『ミクロキッズ』の続編で1992年公開の『ジャイアント・ベビー』で映画デビュー（ヒロインのマンディ役）を果たす。
1998年放送開始のテレビシリーズ『フェリシティの青春』でタイトルロールのフェリシティを演じブレイクする。翌年のゴールデン・グローブ賞主演女優賞（テレビシリーズ/ドラマ部門）を受賞し、『ピープル』誌の「最も美しい50人」のひとりに選出された。
2000年の『マンボ!マンボ!マンボ!』ではヒロインを演じ、『ミッキー・マウス・クラブ』で培った得意のダンスを存分に生かした演技を披露した。2002年にはメル・ギブソン主演の『ワンス・アンド・フォーエバー』に出演、その年の5月には4年続いた『フェリシティの青春』が終了し、その後はニューヨークでしばらくの休暇をとった。
2004年にオフ・ブロードウェイで上演されたニール・ラビュートの戯曲『Fat Pig』で舞台デビュー。
2006年に『フェリシティの青春』のプロデューサーであるJ・J・エイブラムスが監督を手掛けた『M:i:lll』に、スカーレット・ヨハンソンが演じる予定であったイーサン・ハントの愛弟子のリンジー・ファリス役で出演した。同年の夏より米化粧品会社カバーガール社のモデルも務めている。
2013年からはテレビシリーズ『ジ・アメリカンズ』の主演を務め、個人賞に輝く。
2018年にはブロードウェイで初舞台を踏む。

## 私生活
『M:i:III』の撮影時にトム・クルーズからサイエントロジーの誘いを受けたと報道された。
2007年2月14日に大工のシェーン・デアリーと結婚。同年6月9日に長男（リヴァー・ラッセル・デアリー）を、2011年12月27日には長女ウィラ・ルー・デアリーを出産したが、2013年には離婚した。
その後は『ジ・アメリカンズ』の共演者マシュー・リスと交際し、2016年5月に二人の間に子が生まれた。

## 出演作品

### 映画
| 年   | 邦題/原題                                                                  | 役名                                  | 備考                                                      | 吹き替え                                        |
| ---- | -------------------------------------------------------------------------- | ------------------------------------- | --------------------------------------------------------- | ----------------------------------------------- |
| 1992 | ジャイアント・ベビー Honey, I Blew Up the Kid                              | マンディ・パーク                      | DVD&VHS版タイトル『ミクロキッズ2/ジャイアント・ベビー』   | 横山智佐（ソフト版） 岡村明美（日本テレビ版）   |
| 1997 | エリカにタッチダウン Eight Days a Week                                     | エリカ                                |                                                           | 吹き替え版無し                                  |
| 1999 | デッドマンズ・カーブ The Curve                                             | エマ                                  |                                                           | 吹き替え版無し                                  |
| 2000 | マンボ!マンボ!マンボ! Mad About Mambo                                      | ルーシー・マクローリン                | VHS版タイトル『MAD ABOUT MAMBO/マッド・アバウト・マンボ』 | 吹き替え版無し                                  |
| 2002 | ワンス・アンド・フォーエバー We Were Soldiers                              | バーバラ・ゲイガン                    |                                                           | 大坂史子（ソフト版） 高橋理恵子（フジテレビ版） |
| 2005 | ママが泣いた日 The Upside of Anger                                         | エミリー・ウルフマイヤー              |                                                           | 吹き替え版無し                                  |
| 2006 | M:i:lll Mission: Impossible lll                                            | リンジー・エリザベス・ファリス        |                                                           | 藤貴子（ソフト版） 木下紗華（フジテレビ版）     |
| 2007 | ウェイトレス 〜おいしい人生のつくりかた Waitress                           | ジェナ・ハンターソン                  |                                                           | 小林さやか                                      |
| 2007 | ミッシング 〜消された記憶〜 The Girl in the Park                           | セレステ                              |                                                           | 吹き替え版無し                                  |
| 2007 | 奇跡のシンフォニー August Rush                                             | ライラ・ノヴァチェク                  |                                                           | 高橋理恵子                                      |
| 2008 | ベッドタイム・ストーリー Bedtime Stories                                   | ジル                                  |                                                           | 若村麻由美                                      |
| 2009 | ワンダーウーマン Wonder Woman                                              | ダイアナ・プリンス / ワンダーウーマン | オリジナルビデオ 声の出演                                 | 吹き替え版無し                                  |
| 2009 | マッド・ブラザー Leaves of Grass                                           | ジャネット                            |                                                           | 本名陽子                                        |
| 2010 | 小さな命が呼ぶとき Extraordinary Measures                                  | アイリーン                            |                                                           | 甲斐田裕子                                      |
| 2013 | オースティンランド 恋するテーマパーク Austenland                           | ジェーン・ヘイズ                      |                                                           | 湯屋敦子                                        |
| 2013 | ダークスカイズ Dark Skies                                                  | レイシー・バレット                    |                                                           | 小林さやか                                      |
| 2014 | 猿の惑星: 新世紀 Dawn of the Planet of the Apes                            | エリー                                |                                                           | 佐古真弓                                        |
| 2016 | ニュートン・ナイト 自由の旗をかかげた男 Free State of Jones                | セリーナ・ナイト                      |                                                           | 吹き替え版無し                                  |
| 2019 | スター・ウォーズ/スカイウォーカーの夜明け Star Wars: The Rise Of Skywalker | ゾーリ・ブリス                        | [ 12 ]                                                    | 甲斐田裕子                                      |
| 2021 | アントラーズ Antlers                                                       | ジュリア・メドウズ                    |                                                           | 甲斐田裕子                                      |
| 2023 | コカイン・ベア Cocaine Bear                                                | サリ                                  |                                                           | 佐古真弓                                        |

### テレビシリーズ
| 年          | 邦題/原題                                                  | 役名                     | 備考                                           | 吹き替え       |
| ----------- | ---------------------------------------------------------- | ------------------------ | ---------------------------------------------- | -------------- |
| 1993        | ボーイ・ミーツ・ワールド Boy Meets World                   | ジェシカ                 | 第1シーズン第7話「ユニークばあば登場」         | 小島幸子       |
| 1998 - 2002 | フェリシティの青春 Felicity                                | フェリシティ・ポーター   | 主演 84エピソード                              | 小林さやか     |
| 2005        | INTO THE WEST イントゥー・ザ・ウエスト Into the West       | ナオミ・ウィーラー       | ミニシリーズ                                   |                |
| 2007        | Scrubs〜恋のお騒がせ病棟 Scrubs                            | メロディ・オハラ         | 2エピソード                                    |                |
| 2010–2011   | Running Wilde                                              | Emmy Kadubic             | メイン                                         | N/A            |
| 2013-2018   | ジ・アメリカンズ The Americans                             | エリザベス・ジェニングス | 主演                                           | 小林さやか     |
| 2023        | エクストラポレーションズ すぐそこにある未来 Extrapolations | Olivia Drew              | Apple TV+ アンソロジーシリーズ 1エピソード     |                |
| 2023        | ザ・ディプロマット The Diplomat                            | ケイト・ワイラー         | Netflix オリジナルシリーズ メイン 兼製作総指揮 | 吹き替え版無し |